# 클라우스탈 공과대학교
클라우스탈 공과대학교(독일어: Technische Universität Clausthal, 영어: Clausthal University of Technology)는 독일 니더작센에 위치한 공과대학교이다. 독일에서 가장 작은 대학 중 하나이며, 공학 및 자연과학에 특화되어 있다. 지난 10년간 25%에서 38%의 유학생 비율을 지속적으로 유지하고 있어 비율상 독일에서 가장 많은 유학생을 보유한 학교 중 하나가 되었다. 클라우스탈 공대는 독일에서 가장 많은 회사 경영진을 배출해내는 학교로 유명한데, 2011년 기준 DAX에 상장된 30개의 기업 중 5개의 기업이 클라우스탈 공대의 동문을 경영진으로 채용하고 있었으며, 그 중 2명은 CEO이었다.
디 차이트 지가 발표한 독일 내의 대학교 평가에서 기계공학과 컴퓨터공학 분야에서 최우수 평가를 받았으며, 아헨 공과대학교 (RWTH Aachen)와 베를린 공과대학교 (TU Berlin)과 함께 ABC 대학 (ABC-Universities)으로 알려져 있다. 실용적이며 실무지향적인 학풍으로 유명하다.

## 역사
하르츠 (Harz) 지역의 광산에서 나오는 풍부한 광석 퇴적물을 바탕으로, 1775년 광부를 대상으로 1년 간의 교육을 위한 교육기관으로써 설립되었다. 1810년 베스트팔렌 지역을 통치하던 한츠 폰 뷜로우 (Hans von Bülow)에 의하여 정식 대학교로 승격되었다. 20세기 초까지 프로이센에 존재했던 학교 중에서 베를린 공과대학교와 함께 광물학을 취급한 유이한 대학교였다.
이후 다른 지역의 대학과의 합병을 거쳐 20세기 중반까지 광물과 지질학, 지리학을 고루 다루는 대학이 되었으며, 1963년 기존의 이름이었던 "Bergakademie Clausthal" (클라우스탈 광물학교)에서 "Technische Hochschule" (공학대학)이라는 칭호를 달게 되었다. 1968년에 클라우스탈 공과대학교로 이름을 바꿈으로써 현재에 이른다.

## 개설 학부
학부과정으로 개설된 전공은 다음과 같다:
- 경영학 (Betriebswirtschaftslehre)
- 화학 (Chemie)
- 에너지 및 재료물리학 (Energie und Materialphysik)
- 에너지 및 원료학 (Energie und Rohstoffe)
- 에너지기술학 (Energietechnologien)
- 지구환경공학 (Geoenvironmental Engineering)
- 컴퓨터공학 (Informatik)
- 기계공학 (Maschinenbau)
- 재료과학 및 공학 (Materialwissenschaft und Werkstofftechnik)
- 원료학 및 지구과학 (Rohstoff-Geowissenschaften)
- 스포츠공학 (Sportingenieurwesen)
- 기술학 및 컴퓨터과학 (Technische Informatik)
- 화학공학 (Chemieingenieurwesen)
- 비즈니스정보학 (Wirtschaftsinformatik)
- 산업공학 (Wirtschaftsingenieurwesen)

또한, 석박사과정으로 다음과 같은 전공들 역시 제공하고 있다.
- 지열공학 (Geothermal Engineering)
- 광산공학 (Mining Engineering)
- 석유공학 (Petroleum Engineering)
- 환경공정/재활용 전문 엔지니어링 (Umweltverfahrenstechnik und Recycling)

## 저명한 동문
- 유명인사(독일어 위키백과)

## 대한민국 대학과의 교류
현재 포항공과대학교, 서울시립대학교, 국민대학교, 그리고 금오공과대학교와 교환학생협정이 체결되어 있다.

## 같이 보기
- 독일의 교육